# Самозахоплення земельних ділянок у Криму
Самозахоплення земельних ділянок у Криму — незаконне роволодіння землею в Криму; в українських медіа самозахоплення в основному презентується стосовно кримських татар, які повернулися до Криму, хоча більшість захоплювачів не є такими. Процес, який розпочався наприкінці 1980-х років після того, як кримські татари, що перебували у вигнанні, отримали право повернутися на Кримський півострів, був спричинений нездатністю українського та російського урядів ефективно надавати кримським татарам земельні гранти. В результаті повільного процесу багато кримських татар почали зводити імпровізовані споруди на незабудованих землях.
Самовільне проживання є суперечливим питанням у Криму. Воно призвело до насильства з боку російських націоналістів проти кримських татар і використовувалося як виправдання антикримськотатарських позицій. Після окупації Криму Російською Федерацією окупаційний російський уряд стверджував, що вирішив це питання, хоча самовільне проживання залишається суттєвою проблемою.

## Передумови та ранні самозахоплення
У 1944 році все кримськотатарське населення було депортовано з Кримського півострова та відправлено на заслання до Центральної Азії, переважно до Узбекистану. Під час їхнього заслання Кримський півострів був колонізований російськими та українськими поселенцями.
Коли 1989 року розпочалося повернення кримських татар, радянський уряд не мав реальної програми для такого заходу. Через розпад Радянського Союзу запропонована урядова програма організації та сприяння поверненню кримських татар так і не була реалізована. Житло для тих, хто повернувся, не надавалося і не було доступним. Проблема житла призвела до розколу між двома групами; з одного боку, Національний рух кримських татар (НРКТ), очолювана Юрієм Османовим, закликала до терпіння та підтримки радянських заходів. Протилежністю НРКТ була Організація кримськотатарського національного руху (ОКНД), очолювана Мустафою Джемілєвим, яка критикувала повільні темпи репатріації уряду та закликала повернених переселятися на землю з власної ініціативи. Про радянські зусилля щодо репатріації Джемілєв сказав так: «СРСР зміг виселити весь народ за одну ніч, і чи поверне він їх через 20 років?»
Розробка урядової програми репатріації здавалася позитивним кроком для НРКТ. Однак ця програма репатріації незабаром виявилася безрезультатною; райони півострова, історично найбільш населені кримськими татарами, включаючи великі міста та Південне узбережжя, були оголошені забороненими для повернення. Урядовці погрожували тим, хто прагне продати свої будинки кримським татарам, депортацією з Криму. Незважаючи на цей опір, восени 1989 року на Південному узбережжі в селі Запрудне (Деґірмєнкой, кримс. Degirmenköy) було створено наметове містечко. Незважаючи на співпрацю з радянським урядом, ситуація швидко погіршилася; 14 грудня 1989 року табір був штурмований міліцією, солдатами та місцевими поселенцями, які напали на кримських татар. Шістьох жертв ув'язнили на чотири місяці за звинуваченням у хуліганстві, перш ніж звільнити через широке обурення. Організаторку наметового табору Ульвіє Аблаєву оголосили вільною.
В останні місяці існування Радянського Союзу було відновлено територіально-автономне утворення Кримська Автономна Радянська Соціалістична Республіка. На відміну від попередньої Кримської АРСР, яка була національно-територіальною автономією з наміром захистити кримських татар, нова Кримська АРСР була суто територіальною, а отже, передавала владу в руки росіян. Реакція кримських татар була жорсткою, і на Другому Курултаї кримськотатарського народу була прийнята Декларація про національний суверенітет кримськотатарського народу, в якій говорилося, що кримськотатарський народ має право на землю і природні ресурси Криму, і що будь-які політичні рішення повинні прийматися за згодою кримських татар. Розпад Радянського Союзу поклав край половинчастим зусиллям з репатріації, хоча заміни так і не було; новий український уряд не зміг розробити план переселення, і після розпаду Радянського Союзу кількість кримських татар, які повернулися, зросла до 30 000–50 000.

## Самозахоплення в Україні (1991—2014)
Через відсутність інфраструктури для сприяння репатріації чи житлу кримських татар, ті, хто повернувся додому раніше, опинилися в жалюгідних умовах. Багато хто жив у гуртожитках або трейлерах. В одному випадку репатрійованими сім'ями був зайнятий кампус Таврійського національного університету імені В. І. Вернадського. Через поєднання гіперінфляції та величезної кількості людей у списках черги на житло очікування втручання уряду стало неможливим, тому самовільне заселення стало єдиним реальним варіантом. Коли почалася приватизація колись колективізованої землі, кримськотатарські активісти вели переговори з місцевою владою, намагаючись отримати контроль над незаселеними землями. Але ці зусилля були марними, оскільки землю продавали етнічним росіянам, які працювали в колишніх колгоспах. Ситуацію ще більше ускладнював сепаратизм етнічних росіян у Криму. Прагнучи розрядити напруженість і запобігти створенню проросійської держави в Криму, президент Леонід Кравчук надав кілька поступок сепаратистській Республіці Крим. В результаті кримські татари продовжували маргіналізуватися.

### Зіткнення 1992 року
У середині 1992 року, розчаровані повільними темпами будівництва житла в місті Алушта, поблизу села Червоний Рай, було створено імпровізоване селище. Невдовзі після заснування табору на нього напали працівники радгоспу за підтримки кримської влади, в результаті чого 17 осіб отримали серйозні поранення. Незважаючи на це, кримські татари відновили свій табір, але в серпні знову зіткнулися з нападами. Цього разу кримський уряд не залишив жодних сумнівів щодо своєї причетності, відправивши на підтримку фермерів спецпідрозділи. Влада погодилася на переговори після того, як зіткнулася з кримськими татарами, які погрожували самоспаленням, якщо їхні вимоги не будуть виконані. Однак переговори не принесли жодних результатів, і 1 жовтня 1992 року табір знову зазнав нападу, цього разу вже з боку спецпризначенців. Мешканців табору били, травили газом і обливали з пожежних шлангів, коли їхні будинки зносили бульдозерами. 20 осіб були серйозно поранені, отримали опіки, пошкодження внутрішніх органів, їм викололи очі. Ще 26 кримських татар були викрадені спецпризначенцями та насильно зникли.
В результаті штурму села, 6 жовтня 1992 року 10 000 кримських татар вирушили маршем до міста Сімферополь, столиці Криму, та зустрілися біля Верховної Ради Криму. Там Джемілєв оприлюднив шість вимог до кримської влади, які того ж дня були прийняті Меджлісом кримськотатарського народу:
1. Звільнити 26 зниклих кримських татар.
2. Розпочати кримінальне провадження проти організаторів зіткнень, серед яких — Миколи Багрова, голови Верховної Ради Криму.
3. Повна матеріальна компенсація збитків, завданих руйнуванням села.
4. Верховній Раді України, Верховній Раді Криму, уряду Республіки Крим та Меджлісу кримськотатарського народу спільно розглянути запропоновані Меджлісом реформи.
5. Припинити дискримінацію кримських татар під час репатріації.
6. Залучити кримських татар до процесу репатріації.

Після того, як Джемілєв оголосив шість вимог, до Верховної Ради Криму увірвалися 10 000 людей, вступаючи в бій зі спецпідрозділами та міліцією, які охороняли приміщення. Тієї ночі відбулися переговори між кримською владою та Меджлісом, після яких 26 зниклих кримських татар було звільнено.
Після зіткнень 1992 року було внесено кілька змін для забезпечення реінтеграції кримських татар в українське суспільство. Конституція України, прийнята в 1996 році, визнала кримських татар корінним народом Криму, а виборча реформа виділила кримським татарам 14 місць у Верховній Раді Криму. Однак, одночасно з цими реформами уряд зайняв позицію проти самовільного захоплення земель, зокрема запровадив кримінальну відповідальність. Після зіткнень 1992 року репатріація до Криму пішла на спад, і хоча самовільне захоплення земель кримськими татарами продовжувалося, їх поступово витісняли інші народи, які проживали в Криму. До квітня 2006 року налічувалося 658 місць для самовільного захоплення земель, заселених некримцямми, порівняно з 237 місцями, заселеними кримськими татарами.

### 2006—2014рр.
Через два дні після кримських парламентських виборів 2006 року кримські татари знову в значній кількості почали повертатися до Криму. Цього разу поселення подвоїлися як форма протесту. До 5 квітня 2006 року в Сімферополі та його околицях було створено шість наметових містечок. Найбільший з таборів був створений на місці колишнього артилерійського складу, що належав Міністерству оборони, і Джемілєв звернувся до Віктора Шевченка, керівника кримської міліції, та Анатолія Гриценка, міністра оборони, з проханням про переговори з Віктором Шевченком, головою кримської міліції, та Анатолієм Гриценком, міністром оборони, щодо передачі цієї ділянки кримським татарам. 1 листопада 2007 року кримськотатарські самозахоплювачі та представники корпорації «Олви-Крим» жорстко зіткнулися в Сімферополі. Через п'ять днів Анатолій Могильов наказав знищити незаконне село на Ай-Петринській яйлі. Після знищення села Джемілєв закликав до відставки Могильова.
За президентства Віктора Ющенка земельним питанням кримських татар було приділено більше уваги. Джемілєв у 2010 році заявив, що протягом попередніх шести-семи років було створено понад десяток комісій для розслідування проблем, пов'язаних із самозахопленням, але вони не змогли досягти рішення через те, що «були розкриті дуже цікаві імена вищих ешелонів влади як у Криму, так і в Києві». У цей час Джемілєв також стверджував, що кримських татар використовують як цапа-відбувайла для тих, хто незаконно заселяє населені пункти, стверджуючи, що кримські татари переважно самозахоплюються на невласних землях, тоді якземлю незаконно захопили українські олігархи.
Після президентства Ющенка президентом України став проросійський Віктор Янукович. Янукович, який на посаді прем'єр-міністра боровся за суворіші штрафи та тюремне ув'язнення для самозахоплювачів, у своїй промові 2010 року зосередив свою стурбованість на кримських татар, які займалися самозахопленням. Янукович повторив свою незгоду з самозахопленнями 2013 року. Однак, незважаючи на ці заяви, Янукович та його соратники незаконно брали участь у захопленнях земель. Одним із найважливіших випадків було «Друге Межигір'я», яке мало бути побудоване на південному мисі Сарич у Криму.

## Самозахоплення в часи російської окупації (2014— дотепер)
З моменту окупації Криму Російською Федерацією російський уряд неодноразово обіцяв покращити житлові умови кримських татар і стверджував, що вирішив це питання. 2014 року Руслан Балбек заявив, що реєстр бажаючих отримати землю буде оновлено, тоді як так званий «президент Криму» Сергій Аксьонов стверджував, що кожен, хто бажає отримати землю, може її отримати. У лютому 2022 року окупаційний уряд «Республіки Крим» заявив, що незабаром буде завершено будівництво 180 житлових одиниць (108 у Євпаторії та 72 у Сакський міській раді) для розподілу між «реабілітованими народами» Криму (також включаючи греків, болгар, німців та вірмен).